# Komnénosz Izsák
Komnénosz Izsák (1155 – 1195/1196 körül, görögül: Ἰσαάκιος Κομνηνός) Ciprus uralkodója volt 1184 és 1191 között, míg I. (Oroszlánszívű) Richárd meg nem hódította a szigetet a harmadik keresztes hadjárat során.

## Élete

### Harc Bizánc védelmében és lázadás
Fiatalkorában nagybátyja, I. Manuél bizánci császár Kilikiába küldte, hogy a birodalom keleti határait védje az örmények államával, a Kilikiai Örmény Királysággal szemben. Az örmények fogságába került, ahonnan I. Andronikosz bizánci császár váltotta ki. (Más források szerint Manuél halála után az ekkor hatalomra törő Andronikosz ellen lázadt fel 1182 végén és ehhez a keresztesektől kért segítséget, ám ők elárulták és ennek nyomán került az örmények fogságába, ahonnan a templomosok váltották ki.)

Komnénosz Iszák zászlaja

### Cipruson
Cipruson 1183-1184 körül tűnt fel és a sziget türanniszaként, diktátoraként lépett fel, magát a sziget függetlennek uralkodójának tekintve. Nevéhez számos, a lakossággal szembeni kegyetlen cselekmény kapcsolódik. Miután ezt az 1185-ben trónra lépő II. Iszaakiosz bizánci császár megelégelte, hajóhadat küldött Izsák ellen és Ciprus visszavételére. Izsák azonban - vagy inkább a vele szövetséges kalózvezér – legyőzte a császári hadat. 
Izsák uralmának egy váratlan eseménysor vetett véget 1191-ben. Oroszlánszívű Richárd angol király mint a III. keresztes hadjárat egyik vezetője, hajóhadával a Szentföldre tartott, ám a hajóhadat egy vihar szétszórta. Három hajója Ciprus közelébe sodródott, és kettő hajtörést szenvedett, míg a harmadik, amelyen a király jegyese Navarrai Berengária és a király húga Johanna Szicília királynéja is tartózkodott sikeresen lehorgonyzott Limassol közelében. Izsák azonban ellenségesen fogadta a nyugati hölgyeket. Egyes források szerint nem engedte őket partra lépni, mások szerint viszont egyenesen csábította őket erre. Akárhogy cselekedett is, valószínűleg a nehéz helyzetbe került, magas rangú hölgyekért kapható váltságdíj vezérelte. Richárd flottájának több hajójával egy héttel később érkezett Limassolhoz, és az eseményekről értesülve seregéve azonnal felvonult a város elfoglalására, amit – mivel Izsák elmenekült Kilaniba – harc nélkül (és az Izsákot nem kedvelő helyiek ünneplése mellett) be is vett. Izsák az erőviszonyokat felmérve tárgyalást kezdeményezett. Miután garanciát kapott sértetlenségére, előmerészkedett Kolossiba, majd látogatást tett Richárd táborában. Ígéretet tett, hogy kárpótlást fizet a történtek miatt és arra is, hogy száz katonával részt vesz a keresztes hadjáratban. A találkozó után azonban úgy ítélte meg, hogy Richárd mégsem olyan erős, mint korábban hitte, ezért ismét agresszívan lépett fel: ígéreteit megtagadta és azt követelte, hogy Richárd távozzon a szigetről. 
Ezen a napon azonban Richárdhoz újabb hajó érkezett rajta a Szentföldön harcoló keresztesekkel, köztük Guidó jeruzsálemi királlyal, majd pár nap múlva megérkeztek saját flottájának hiányzó hajói is. A megerősödött Richárd Ciprus elfoglalása mellett döntött. (Talán azt követően, hogy a frissen érkezett szentföldi lovagok felhívták a figyelmét Ciprus stratégiai fontosságára a keresztes hadjárat során.) Richárd és Berengária Limassolban 1191. május 12-én házasságot kötött, majd az angol uralkodó Izsák nyomába eredt.
Izsák Famagustába, majd Nicosiába menekült, családját pedig a Keríniai várba küldte. Az angolok szárazföldön és tengeren is üldözték és a Tremithosz melletti csatában legyőzték csapatait. Izsák a kantarai várba menekült, ám miután Guidó vezetésével a támadók elfoglalták a kantarai várat – foglyul ejtve Izsák feleségét és gyermekét – majd körbezárták Szent Hilárión és Buffaventói várait is, helyzete kilátástalanná vált így megadta magát.
Richárd a johanniták gondjaira bízva a szíriai Margat várába záratta Izsákot. Egyes források szerint itt hunyt el 1198-ban, más források szerint három év rabság után kiszabadult és az Ikóniumi Szultánságba távozott, ahol 1195 körül meghalt.